# Павлов, Николай Павлович (Герой Советского Союза)
Николай Павлович Павлов (1924—1968) — сержант внутренних войск МВД СССР, участник Великой Отечественной войны, Герой Советского Союза (1944).

## Биография
Николай Павлов родился 17 октября 1924 года в деревне Малый Ярамор (ныне — Моркинский район Марий Эл). После окончания четырёх классов школы работал в колхозе. В августе 1942 года Павлов был призван на службу в Рабоче-крестьянскую Красную Армию. С августа 1943 года — на фронтах Великой Отечественной войны. К сентябрю 1943 года гвардии сержант Николай Павлов был пулемётчиком 6-й стрелковой роты 218-го гвардейского стрелкового полка 77-й гвардейской стрелковой дивизии 61-й армии Центрального фронта. Отличился во время битвы за Днепр.
В ночь с 26 на 27 сентября 1943 года Павлов в числе первых переправился через Днепр и принял активное участие в боях за захват и удержание плацдарма на его западном берегу, отразив ряд немецких контратак, нанеся противнику большие потери.
Указом Президиума Верховного Совета СССР «О присвоении звания Героя Советского Союза генералам, офицерскому, сержантскому и рядовому составу Красной Армии» от 15 января 1944 года за «образцовое выполнение боевых заданий командования по форсированию реки Днепр и проявленные при этом мужество и героизм» гвардии сержант Николай Павлов был удостоен высокого звания Героя Советского Союза с вручением ордена Ленина и медали «Золотая Звезда» за номером 7096.
В последующих боях был ранен. После окончания войны продолжал службу во внутренних войсках. В 1947 году Павлов был демобилизован. Проживал и работал в Марийской АССР. Скоропостижно скончался 8 мая 1968 года, похоронен в селе Мушерань Моркинского района.
Был также награждён рядом медалей.
В честь Павлова установлены его бюсты в Мушерани и Морках.